# ラウタティエントリ駅
ラウタティエントリ駅 (ラウタティエントリえき、フィンランド語: Rautatientorin metroasema, スウェーデン語: Järnvägstorgets metrostation, 英語: Central Railway Station Metro Station) はヘルシンキ地下鉄の駅。ヘルシンキ中央駅と接続しており、VRやヘルシンキ近郊列車との乗換駅である。 M1号線、M2号線の全列車が停車する。

## 駅構造
出口は1箇所であり、エスカレーターが4機設置されている。通常は3機がホームからコンコース方面（上昇）、1機がコンコースからホーム方面（下降）の運転となっている。
プラットホームは島式の1面2線である。

### のりば
| （北側） | ■ | タピオラ・マティンキュラ方面 |
| （南側） | ■ | メッルンマキ・ヴオサーリ方面 |

※進行方向は右側通行である。

## 歴史
- 1983年3月1日　開業。
- 2009年11月8日　ホームで水漏れが発生し、以後3ヶ月に渡り駅が閉鎖される。ヘルシンキ地下鉄はヘルシンキ大学駅以東での運転となる[2]。
- 2009年11月11日　当時の西端であるルオホラハティ駅まで運転再開。ただし当駅は通過扱いとなった[3]。
- 2010年2月15日　当駅での乗降扱いを再開。
- 2017年11月18日　ランシメトロ（西部地下鉄）開業に伴い、M1, M2号線の全列車が停車するようになった。